# Платоновцы (Омутнинский район)
Платоновцы — деревня в Омутнинском районе Кировской области. Входит в Залазнинское сельское поселение.

## География
Находится на правобережье реки Белой на расстоянии примерно 33 километра по прямой на юго-восток от районного центра города Омутнинск.

## История
Починок Блиновский образовался до 1762 года. В 1781 году отмечено 4 жителя мужского пола. В 1834 году в починке проживало 13 человек. В 1891 году учтено дворов 8 и жителей 43, в 1926 году 13 дворов и 70 человек. В советское время работали промколхоз «Лесной работник», колхозы им.Ватутина, «Прогресс» и «Восток».

## Население
Постоянное население  составляло 5 человек (русские 100%) в 2002 году, 5 в 2010.